# Bromelia irwinii
Bromelia irwinii är en gräsväxtart som beskrevs av Lyman Bradford Smith. Bromelia irwinii ingår i släktet Bromelia och familjen Bromeliaceae. Inga underarter finns listade i Catalogue of Life.